# Oxford Castle
Oxford Castle är ett delvis bevarat medeltida slott och tidigare fängelse i Oxford i England. Sedan fängelset stängdes 1996 har slottet byggts om till turistattraktion och hotell.

## Läge
Slottet ligger i de västra delarna av centrala Oxford i grevskapet Oxfordshire, 80 km väster om huvudstaden London. Oxford Castle ligger 61 meter över havet. Slottet omges på västra sidan av Castle Mill Stream som sammanbinder Oxford Canal med Themsens huvudfåra. Medan få spår av den ursprungliga vallgraven är synliga, finns den försvarskulle som anlades av normanderna fortfarande delvis bevarad norr om de nuvarande slottsbyggnaderna.

## Historia
Slottet ska ha anlagts av den normandiska baronen Robert D'Oyly på 1070-talet. D'Oyly deltog i den normandiska erövringen av England och som tack förlänades han stora landområden i Oxfordshire av Vilhelm Erövraren. Slottet uppfördes ursprungligen som en motteborg men ersattes under slutet av 1100-talet och början av 1200-talet av ett slott i sten. Det var ett viktigt fäste under den engelska anarkins strider i mitten av 1100-talet, och drottning Matilda av England belägrades här under några månader hösten 1142 av den rivaliserande kung Stefans trupper innan hon i december lyckades smyga ut förklädd genom belägrarnas linjer, kort innan försvararna kapitulerade. I fredstid föredrog dock monarkerna att använda det närbelägna Beaumont Palace utanför norra stadsporten som bostad när de uppehöll sig i Oxfordtrakten, och Oxfords slott användes därför endast undantagsvis som kungligt residens. På 1300-talet avtog den militärstrategiska betydelsen av slottet som mer fick rollen som administrativt centrum för Oxfordshire och som fängelse. Det bevarade rektangulära St George's Tower tros vara den äldsta delen av slottet och uppfördes som vakttorn i närheten av den ursprungliga saxiska västra stadsporten. 

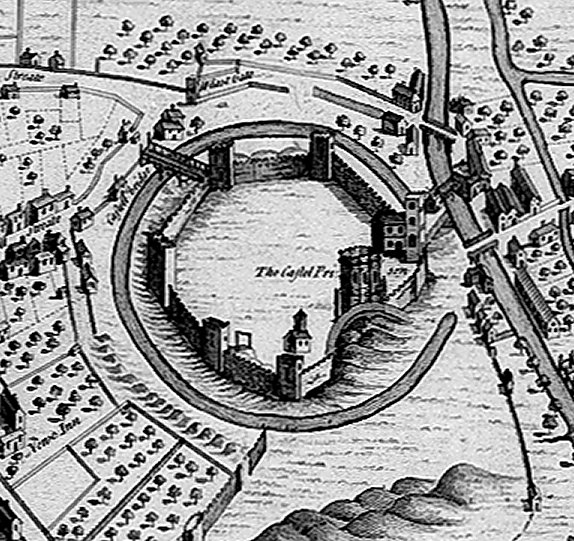
Oxford Castle på en karta över Oxford från 1578.

Under det engelska inbördeskriget i mitten av 1600-talet förstördes slottet. Det som återstod användes under 1700-talet som Oxfords lokala fängelse. Ett nytt fängelsekomplex uppfördes på slottets mark från 1785, med tillbyggnader 1876, vilket blev det statliga Oxfordfängelset.
Oxfordfängelset stängdes 1996 och därefter byggdes slottet om som hotell och turistattraktion. De återstående medeltida byggnadsdelarna, inklusive St George's Tower, den normandiska motten och kryptan, är idag statliga byggnadsminnen.